# Chilly-Mazarin
Chilly-Mazarin ist eine französische Gemeinde mit 19.981 Einwohnern (Stand 1. Januar 2022) im Département Essonne in der Region Île-de-France; sie gehört zum Arrondissement Palaiseau und seit 2015 zum Kanton Massy. Seine Einwohner werden Chiroquois genannt.
Chilly-Mazarin liegt 15 km südlich der Pariser Porte d’Orléans. Nachbargemeinden sind: Champlan, Longjumeau, Massy, Morangis und Wissous. Der Flughafen Paris-Orly liegt teilweise auf dem Gemeindegebiet von Chilly-Mazarin.

## Geschichte
Besitzer der Seigneurie Chilly zu Beginn des 17. Jahrhunderts war Martin Ruzé († 1613), Seigneur de Beaulieu, Staatssekretär unter den Königen Heinrich III., Heinrich IV. und Ludwig XIII., der Chilly (oder Chailly, wie es damals noch hieß) Ende des 16. Jahrhunderts von Michel Gaillard gekauft hatte. Mangels Nachkommen vermachte er Chilly und Longjumeau seinem Großneffen Antoine Coiffier d’Effiat, der dafür den Familiennamen seines Großonkels übernehmen musste. Er wurde 1631 Marschall von Frankreich. Seine Nachfolger in Chilly wurden sein Sohn Martin und sein Enkel Antoine.
Zu Beginn des 18. Jahrhunderts erloschen die Coiffier Ruzé d'Effiat, ihr Erbe wurde vom Vetter des letzten Besitzers beansprucht, Paul Jules de La Porte. Dieser war ein Sohn von Armand-Charles de La Porte, der durch seine Ehe mit der Nichte Jules Mazarins, Hortense Mancini, der Erbe des Kardinals wurde. Auf ihn gehen die Ducs de Mazarin ebenso zurück wie 1822 die Erweiterung des Ortsnamens auf Chilly-Mazarin. Eine seiner Nachkommen, Marie-Louise Félicité d’Aumont, Duchesse de Mazarin, heiratete 1777, Honoré Grimaldi, Fürst von Monaco. Noch heute gehört der Titel eines Marquis de Chilly zu den Titeln des Fürsten.
| Jahr      | 1793  | 1856  | 1901 | 1936  | 1946  | 1954  | 1962  |
| Einwohner | 0 449 | 0 344 | 422  | 1.681 | 1.697 | 2.188 | 3.411 |

| Jahr      | 1968  | 1975   | 1982   | 1990   | 1999   | 2007   | 2013   |
| Einwohner | 9.923 | 16.236 | 17.271 | 16.939 | 17.731 | 18.577 | 19.502 |

Quellen: bis 1962 Cassini, ab 1968: INSEE

## Sehenswürdigkeiten
Siehe auch: Liste der Monuments historiques in Chilly-Mazarin
- Die Reste des Schlosses, das 1627 bis 1632 von Clément II. Métezeau erbaut wurde, sind als Monument historique klassifiziert. Von dem Gebäude ist ein Stich von Israël Silvestre erhalten.[3]
- Die Kirche Saint-Étienne stammt aus dem 12./13. Jahrhundert und wurde im 17. Jahrhundert verändert.
- Rathaus

## Städtepartnerschaften
- Carlet, Spanien
- Diéma, Mali

## Söhne und Töchter der Stadt
- Jean Philippe François d’Orléans (1702–1748), genannt "le chevalier d'Orléans", General
- Francis Paudras (1935–1997), Jazz-Autor und Sammler